# Adam Gaži
Adam Gaži (ur. 1 marca 2003 w Dubnicy nad Váhom) – słowacki piłkarz, występujący na pozycji napastnika w słowackim klubie Tatran Liptovsky Mikulas oraz w reprezentacji Słowacji U-20.

## Kariera
Na podstawie:
| Klub                      | Miasto             | Debiut                                                    | Sukcesy | Mecze w międzynarodowych pucharach |
| ------------------------- | ------------------ | --------------------------------------------------------- | ------- | ---------------------------------- |
| FK AS Trenčín             | Trenczyn           | 5 grudnia 2020 Slovan Bratysława 2:0 FK AS Trenčín        | –       | –                                  |
| Tatran Liptowski Mikułasz | Liptowski Mikułasz | 3 września 2022 Tatran Liptowski Mikułasz 0:0 MFK Skalica | –       | –                                  |

## Statystyki

### Klubowe[2][3]
(aktualne na dzień 25 maja 2023)
| Klub                      | Sezon   | Liga         | Liga  | Liga   | Puchar krajowy | Puchar krajowy | Kontynentalne | Kontynentalne | Suma  | Suma   |
| Klub                      | Sezon   | Liga         | Mecze | Bramki | Mecze          | Bramki         | Mecze         | Bramki        | Mecze | Bramki |
| ------------------------- | ------- | ------------ | ----- | ------ | -------------- | -------------- | ------------- | ------------- | ----- | ------ |
| FK AS Trenčín             | 2020/21 | Fortuna Liga | 15    | 0      | 0              | 0              | –             | –             | 15    | 0      |
| FK AS Trenčín             | 2021/22 | Fortuna Liga | 22    | 2      | 2              | 0              | –             | –             | 24    | 2      |
| FK AS Trenčín             | 2022/23 | Fortuna Liga | 2     | 0      | 1              | 1              | –             | –             | 3     | 1      |
| Tatran Liptowski Mikułasz | 2022/23 | Fortuna Liga | 22    | 1      | 4              | 2              | –             | –             | 26    | 3      |
| Tatran Liptowski Mikułasz | Łącznie | Łącznie      | 59    | 3      | 7              | 3              | 0             | 0             | 68    | 6      |

### Reprezentacyjne[4]
(aktualne na dzień 25 maja 2023)
| Występy i gole w reprezentacji U-20 | Występy i gole w reprezentacji U-20 | Występy i gole w reprezentacji U-20 | Występy i gole w reprezentacji U-20 | Występy i gole w reprezentacji U-20 | Występy i gole w reprezentacji U-20 | Występy i gole w reprezentacji U-20 | Występy i gole w reprezentacji U-20 | Występy i gole w reprezentacji U-20         |
| Lp.                                 | Data                                | Miasto                              | Przeciwnik                          | Wynik                               | Czas                                | Gole                                | Inne                                | Rozgrywki                                   |
| ----------------------------------- | ----------------------------------- | ----------------------------------- | ----------------------------------- | ----------------------------------- | ----------------------------------- | ----------------------------------- | ----------------------------------- | ------------------------------------------- |
| 1.                                  | 17.11.2022                          | Murcja                              | Japonia U-20                        | 2:3 (0:1)                           | 1′–67′                              |                                     |                                     | mecz towarzyski                             |
| 3.                                  | 19.11.2022                          | Murcja                              | Indonezja U-20                      | 2:1 (0:1)                           | 65′–90′                             |                                     |                                     | mecz towarzyski                             |
| 4.                                  | 21.11.2022                          | Murcja                              | Arabia Saudyjska U-20               | 2:1 (2:0)                           | 1′–63′                              |                                     |                                     | mecz towarzyski                             |
| 5.                                  | 24.11.2022                          | Ta’ Qali                            | Malta U-20                          | 2:1 (2:1)                           | 1′–85′                              | 1                                   |                                     | mecz towarzyski                             |
| 6.                                  | 27.11.2022                          | Ta’ Qali                            | Malta U-20                          | 1:1 (1:0)                           | 1′–55′                              |                                     |                                     | mecz towarzyski                             |
| 7.                                  | 20.05.2023                          | San Juan                            | Fidżi U-20                          | 4:0 (2:0)                           | 1′–65′                              | 1                                   | asysta                              | Mistrzostwa Świata U-20 w Piłce Nożnej 2023 |

## Osiągnięcia
Na podstawie:

### Klubowe
(stan na 25 maja 2023)
Brak ważniejszych osiągnięć.

### Reprezentacyjne
(stan na 25 maja 2023)
Brak ważniejszych osiągnięć.